# Angerona postfusca
Angerona postfusca är en fjärilsart som beskrevs av Williams 1947. Angerona postfusca ingår i släktet Angerona och familjen mätare. Inga underarter finns listade i Catalogue of Life.